# Alexej Uljukajev
Alexej Valentinovič Uljukajev (rusky Алексей Валентинович Улюкаев, * 23. března 1956 Moskva) je ruský politik, doktor ekonomických věd, od 24. června 2013 do 15. listopadu 2016 ministr ekonomického rozvoje Ruské federace, který byl odsouzen za vymáhání úplatku od společnosti Rosněfť k 8 letům odnětí svobody.

## Životopis
Pochází z rodiny vědeckého aspiranta moskevské univerzity inženýrské péče o zemědělskou půdu (Московский институт инженеров землеустройства). Vystudoval ekonomickou fakultu Lomonosovovy univerzity v Moskvě. Hovoří anglicky a francouzsky.

### Odsouzení za korupci (2016/2017)
Kvůli podezření ze vzetí úplatku ve výši 2 miliónů dolarů ve funkci ministra hospodářství byl 14. listopadu 2016 zatčen. Převzetím úplatku měl údajně dopomoci státnímu podniku Rosněfť k převzetí polovičního podílu ve státní společnosti Bašněfť. Následujícího dne jej soud propustil z vazby a přikázal mu domácí vězení. Je obviněn z trestných činů přijetí úplatku osobou zastávající státní funkci v RF a z vymáhání zvláště vysokého úplatku. Po ztrátě důvěry prezidenta Vladimira Putina byl funkce ministra zbaven. Na konci listopadu roku 2016 byl do úřadu ministra hospodářství následně uveden bývalý náměstek ministra financí Maxim Oreškin.
V srpnu 2017 začal v Moskvě soudní proces, v němž mu hrozilo až 15 let vězení. Dne 15. prosince 2017 byl za korupci odsouzen k 8 letům odnětí svobody a povinnosti uhradit pokutu ve výši 130 miliónů rublů.